# Savignia yasudai
Savignia yasudai är en spindelart som först beskrevs av Saito 1986.  Savignia yasudai ingår i släktet Savignia och familjen täckvävarspindlar. Inga underarter finns listade i Catalogue of Life.